# Qualificazioni al campionato europeo maschile under 21 di calcio 2011 - Gruppo 3

## Classifica
| Squadra              | P.ti | G | V | N | P | F  | S  | DR  |
| -------------------- | ---- | - | - | - | - | -- | -- | --- |
| Italia               | 16   | 8 | 5 | 1 | 2 | 12 | 5  | +7  |
| Galles               | 16   | 8 | 5 | 1 | 2 | 15 | 6  | +9  |
| Ungheria             | 13   | 8 | 4 | 1 | 3 | 9  | 7  | +2  |
| Bosnia ed Erzegovina | 8    | 8 | 2 | 2 | 4 | 4  | 8  | -4  |
| Lussemburgo          | 4    | 8 | 1 | 1 | 6 | 2  | 16 | -14 |

## Risultati
| Ettelbruck 27 marzo 2009, ore 19:30 CET | Lussemburgo                | 0 – 0 referto | Galles | Stade Am Deich (520 spett.)\| Arbitro: \| Ante Vucemilovic-simunovic \| |
| Arbitro:                                | Ante Vucemilovic-simunovic |               |        |                                                                         |

| Arbitro: | Marco Borg |

|                                                             |           |              |
| Eardley 11’ (rig.) Brown 12’ King 34’ Church 41’ Wilson 79’ | Marcatori | 57’ Polidori |

| Arbitro: | Artyom Kuchin |

|                                      |           |  |
| Présinger 14’ Koman 36’ Korcsmár 23’ | Marcatori |  |

| Arbitro: | Satchi |

|  |           |            |
|  | Marcatori | 26’ Filkor |

| Arbitro: | Christos Elia |

|                                      |           |              |
| MacDonald 16’ Evans 36’ 42’ King 90’ | Marcatori | 19’ Korcsmár |

| Arbitro: | Angel Angelov |

|  |           |             |
|  | Marcatori | 75’ Twimumu |

| Arbitro: | Maxim Layushkin |

|                       |           |              |
| Ribeiro 8’ Ramsey 68’ | Marcatori | 23’ Paloschi |

| Arbitro: | Albano Janku |

|                            |           |  |
| Poli 45+1’ Balotelli 90+3’ | Marcatori |  |

| Arbitro: | Radek Matejek |

|                 |           |  |
| Evans 56’ 90+2’ | Marcatori |  |

| Arbitro: | Duarte Nuno Pereira Gomes |

|              |           |           |
| Marilungo 9’ | Marcatori | 31’ Ćorić |

| Arbitro: | Mark Clattenburg |

|                      |           |  |
| Németh 15’ Koman 88’ | Marcatori |  |

| Arbitro: | Thomas Vejlgaard |

|  |           |                                           |
|  | Marcatori | 38’ 77’ Barillà 68’ Soriano 83’ Marilungo |

| Arbitro: | Petteri Kari |

|                 |           |          |
| Haurdić 29’ 66’ | Marcatori | 5’ Allen |

| Arbitro: | Vadims Direktorenko |

|  |           |                  |
|  | Marcatori | 73’ (rig.) Ćorić |

| Arbitro: | Clément Turpin |

|                       |           |  |
| Okaka 25’ Marrone 81’ | Marcatori |  |

| Arbitro: | Peter Sippel |

|  |           |                          |
|  | Marcatori | 79’ Németh 82’ Gosztonyi |

| Arbitro: | Alan Black |

|  |           |             |
|  | Marcatori | 75’ Soriano |

| Arbitro: | Carlos Xistra |

|  |           |                 |
|  | Marcatori | 68’ Robson-Kanu |

| Arbitro: | Bas Nijhuis |

|                |           |  |
| Mustacchio 14’ | Marcatori |  |

| Budapest 7 settembre 2010, ore 17:00 CEST | Ungheria          | 0 – 0 referto | Bosnia ed Erzegovina | Albert Flórián Stadion\| Arbitro: \| Arman Amirkhanyan \| |
| Arbitro:                                  | Arman Amirkhanyan |               |                      |                                                           |